# Kāmet
Kāmet (engelska: Kamet) är ett berg i Indien. Det ligger i distriktet Chamoli och delstaten Uttarakhand, i den norra delen av landet. Toppen på Kāmet är 7 756 meter över havet.
Kāmet är den högsta punkten i trakten. Trakten runt Kāmet är permanent täckt av is och snö.